# 広田麻由美
 広田 麻由美 （ひろたまゆみ、生年不明 - 2018年12月）は、日本のイラストレーターである。2018年12月13日、死去が報じられた。

## 作品

### ゲーム
- ファイアーエムブレム トラキア776 （キャラクターデザイン）
  - ファイアーエムブレム 覚醒 （課金コンテンツで以前の作品の流用）
- ティアリングサーガ ユトナ英雄戦記（キャラクターデザイン）
  - エムブレムサーガ（発売中止、キャラクターデザイン）

### アニメ作品
- 海がきこえる（原画）[1]
- ふしぎ遊戯（作画監督、演出）
- ファイアーエムブレム 紋章の謎 (OVA)（原画スタッフ）

### 書籍
- ファイアーエムブレム 聖戦の系譜 TREASURE（NTT出版、1999年1月27日発行、イラスト）
- ファイアーエムブレムトラキア776 パーフェクトガイドブック（アスキー、1999年11月、書いた一部のイラストのコメント）
- PICTURE POST CARD FIRE EMBLEM -THRACIA776-（エニックス、2000年3月、イラスト）
- ファイアーエムブレム トラキア776・イラストワークス（角川書店、2000年4月21日、イラスト）[注 1]
- ファミ通文庫 ティアリングサーガ ユトナ英雄戦記（はせがわみやび 著、1巻2001年10月20日、2巻2001年12月20日、3巻2002年2月20日、イラスト）
- 20th Anniversary ファイアーエムブレム大全（2010年6月30日、小学館） - 以前の作品の流用[注 2]